# Рипо! Генетическая опера
«Рипо! Генетическая опера» (англ. Repo! The Genetic Opera) — американский фильм-мюзикл 2008 года, поставленный режиссёром Дарреном Линном Баусманом по одноимённой рок-опере, написанной Терренсом Здуничем и Дарреном Смитом.
Данный фильм сочетает в себе стили готики и киберпанка, его жанр граничит между остросоциальной антиутопией, семейной драмой и циничным триллером с долей чёрного юмора и гротеска.
Мюзикл «Генетическая опера» содержит большое количество песен и музыкальных номеров, часть которых была частично или полностью вырезана из фильма для экономии времени. Эти песни написаны в разных стилях — рок, электронная музыка, панк, джаз и классическая музыка. Двадцать две из них были выпущены 30 сентября 2008 года отдельным альбомом.
Премьера фильма в США состоялась 7 ноября 2008 года, а официальный выпуск фильма на DVD и Blu-Ray — 20 января 2009 года. 17 февраля 2009 года вышел расширенный саундтрек, в который включены некоторые вырезанные из фильма музыкальные номера, а также песни, не вошедшие в предыдущий альбом.
Фильм мало известен широкой публике. К моменту выхода он был не очень важен для компании Lionsgate — у неё сменилось руководство и потому поменялись приоритеты — и в день релиза эту картину показали лишь в семи театрах, собрав по $3250 с каждого.
Длительность фильма — 1 час 37 минут.
Из-за сцен насилия, употребления наркотиков, секса, а также нецензурных выражений фильму присвоен рейтинг R.

## Сюжет
Действие фильма происходит в 2056 году. Приблизительно за двадцать лет до описываемых событий в результате экологической катастрофы на Землю обрушилась пандемия отказа органов у людей. Биотехнологическая корпорация «GeneCo» пришла на помощь человечеству, осуществляя трансплантацию искусственных органов, но, естественно, небесплатно. Тех, кто запаздывает с платежом на три месяца, ожидает ужасная участь — «GeneCo» присылает к ним безжалостного «Конфискатора» (англ. Repossession (Repo) Man), чьей задачей является возвращение компании неоплаченных органов (разумеется, ценой жизни несостоятельного должника). Такое убийство считается в обществе будущего абсолютно законным, а изъятые органы пересаживаются другим пациентам. Несмотря на законность своей деятельности, конфискаторы предпочитают анонимность, а потому пользуются масками и костюмами, полностью скрывающими их внешность.

## Персонажи и исполнители
17-летняя Шайло Уоллес (Алекса Вега) живёт со своим отцом, который прилагает все усилия, чтобы изолировать дочь от внешнего мира, мотивируя своё поведение жестокостью и опасностью этого мира, а также редкой генетической болезнью, которой страдает Шайло — болезнь эта уже свела в могилу Марни, мать девочки, и, если Шайло не будет беречь себя, то же самое может случиться и с ней. Шайло страдает от одиночества и скуки и пытается бунтовать против отца.
Натан Уоллес (Энтони Стюарт Хэд) — любящий и заботливый отец Шайло. Дочь уверена в том, что он работает врачом, но на самом деле Натан является Главным Конфискатором. Он винит себя в смерти своей жены и живёт в постоянном страхе за дочь, она — единственное, что привязывает его к жизни. К своей профессии он относится неоднозначно — его сознание давно расщеплено внутренним конфликтом. С одной стороны, он, по-видимому, получает определённое удовольствие от своей работы и гордится тем, что хорошо её выполняет, а с другой — называет себя убийцей, злодеем и чудовищем, его воображение наполнено призрачными голосами его жертв. При исполнении «профессиональных обязанностей» его поведение изменяется — голос становится низким и хриплым, а движения — резкими и порывистыми. Натан пытался создать лекарство для своей жены, но при попытке его ввести Марни скончалась. Натан уверен, что допустил ошибку в формулах, и винит себя в смерти возлюбленной. В действительности же препарат подменил на ампулу с ядом  Ротти Ларго.
Ротти Ларго (Пол Сорвино) — основатель и президент «GeneCo», самый влиятельный человек на свете. Ротти умирает от неизлечимой болезни и, презирая собственных детей, подыскивает достойного наследника. Когда-то он рассматривал Натана Уоллеса в качестве потенциального преемника, но возненавидел его после того, как Марни, которую он любил, предпочла Натана. Ротти годами вынашивал планы мести и теперь начинает осуществлять их, используя Шайло (которую заманивает обещанием полного излечения от болезни). Ротти подложил ампулу с ядом, таким образом убив жену Натана Уоллеса и подставив последнего. Однако, дав взятку, спас его от суда. Взамен Натан вынужден работать на Ротти Главным Конфискатором.
Магдален Дефо «Слепая Мэг» (Сара Брайтман) — слепорождённая певица, которой «GeneCo» дала зрение. В качестве платы за эту операцию Мэг пришлось подписать пожизненный контракт и стать «голосом GeneCo» — она выступает в оперном театре, принадлежащем корпорации, рекламирует услуги и продукцию «GeneCo», участвует в торжественных мероприятиях и пр. Несмотря на огромную популярность, Мэг чувствует себя очень несчастной и пытается освободиться от ненавистного ей контракта, что расценивается Ротти Ларго как «предательство», а потому он приговаривает её к «конфискации». Она узнает об этом и смиряется со своей судьбой. Мэг была близкой подругой Марни и, согласно её духовному завещанию, является крестной матерью Шайло.
Кармела Ларго «Эмбер Свит» (Пэрис Хилтон) — дочь Ротти, посредственная певица, мечтающая занять место Слепой Мэг после её смерти. Как и её братья, она постоянно подвергает себя пластическим операциям. Кроме того, она «сидит» на «Зидрате» — болеутоляющем наркотическом средстве, производимом «GeneCo» для операционной анестезии и облегчения послеоперационных болей.
Луиджи Ларго (Билл Мозли) — старший сын Ротти. Злобный и агрессивный, постоянно размахивает ножом, ссорится с братом и сестрой за право наследования, с удовольствием убивает любого, кто подвернётся под руку, также имеет привычку часто портить свою рубашку — либо в гневе разрывая её, либо пачкая кровью очередной жертвы, из-за чего его ассистент постоянно носит запасные.
Пави Ларго (Кевин Грэхэм Огилви «Огр») — младший сын Ротти. Тщеславен, жеманен и похотлив. Его любимый аксессуар — небольшое зеркальце, в которое он постоянно смотрится и с которым не расстаётся ни при каких обстоятельствах. Чтобы скрыть лицо, изуродованное многочисленными операциями, Пави носит маски, сделанные из женской кожи.
Могильный Вор («Стервятник» в русском переводе) (Терренс Здунич) — наркоторговец, продающий собственный, более дешёвый вариант «Зидрата», который он извлекает из трупов. Эмбер Свит — одна из его постоянных клиенток. Кроме того, «Стервятник» основной рассказчик повествования.
Марни Уоллес (Сара Пауэр, вокальная партия — Нэнси Лонг) — покойная мать Шайло. Все считают, что Марни умерла от болезни крови, но на самом деле она была отравлена влюблённым в неё Ротти Ларго.
Образ Марни постоянно проскальзывает в воспоминаниях Натана и Ротти, а её поющее голографическое изображение, проецируемое глазами Слепой Мэг, появляется в эпизоде «Chase the Morning».
Первая Телохранительница Ротти (Алиса Беркет)
Вторая Телохранительница Ротти (Андрея Панкрис)
Мать-одиночка (Джейк Рирдон, вокальная партия — По)
Руководитель рок-группы (Даррен Смит)
Репортёр (Дж. ЛаРоз)
Джоан Джетт в роли рок-гитаристки в эпизоде «Seventeen» (Камео)

## Краткое содержание
Фильм начинается с подборки картинок-комиксов, рассказывающих об ужасной эпидемии, поразившей мир, и о становлении корпорации «GeneCo», а также о последующей легализации конфискации органов за неуплату и появлении Конфискаторов. Затем появляется Стервятник, который рассказывает о страшном Конфискаторе, от которого невозможно спастись. Следующая сцена показывает всемогущего Ротти Ларго и трёх его детей — Луиджи, Пави и Эмбер Свит. Ротти приносят фотографии, на которых его дети засняты в компрометирующих ситуациях; его настроение ещё больше портится после визита врача, сообщающего ему о неизлечимой болезни и о том, что у него осталось очень мало времени. («Depraved Heart Murder at Sanitarium Square», «Genetic Repo Man», «Crucifixus», «Things You See in a Graveyard (Part One)»)
Тем временем Шайло просыпается и по подземному ходу, соединяющему дом со склепом, идёт к могиле матери. Там она видит светящееся насекомое и пытается поймать его для своей коллекции, но оно ускользает через решётку. Шайло, никогда прежде не выходившая из дома, решает последовать за насекомым и оказывается на кладбище, где сталкивается со Стервятником, который занимается извлечением из мертвецов "Зидрата", попутно поддразнивая полицейских, пытающихся поймать его (наказание за разорение могил — немедленная смерть). Когда испуганная Шайло решает вернуться домой, дверь склепа закрывается. Стервятник предлагает ей следовать за ним, но её ловят. Последнее, что она видит перед тем, как потерять сознание — Конфискатора, расталкивающего полицейских («21st Century Cure»).
Шайло приходит в себя в своей постели. Она пытается рассказать отцу, Натану Уоллесу, об увиденном, но он утверждает, что все это лишь привиделось ей во время обморока, случившегося из-за её собственной небрежности — она забыла принять лекарство («Shilo Wakes»). Когда отец уходит (заперев за собой дверь), Шайло с горечью обращается к портрету матери — именно от неё она унаследовала болезнь крови, не позволяющую вести активный образ жизни («Infected»).
Тем временем, расстроенный произошедшим Натан собирается на работу — ведь именно он и есть Конфискатор. Он вспоминает Марни, свою любимую жену и то, как «убил» её, чтобы спасти их дочь Шайло. Натану неизвестно, что настоящий  виновник смерти Марни — Ротти Ларго, с которым у неё был роман ещё до встречи с ним, Натаном. Разгневанный её «предательством», Ротти подменил её лекарство ядом, вызвавшим общее кровотечение («Legal Assassin»).
Дети Ларго встречаются на складе «GeneCo», где между ними разгорается яростный спор за наследство отца (в ходе которого Луиджи убивает одну из своих помощниц). Они не догадываются, что Ротти считает их слишком ничтожными, чтобы отдать дело своей жизни в их руки («Mark It Up»).
В то время как Натан «конфискует» органы у очередной жертвы («Thankless Job»), Ротти звонит Шайло и говорит ей, что был близким другом её матери и может навсегда избавить её от болезни. Он назначает ей встречу в склепе, откуда девушку похищают его телохранительницы. Ротти просит у неё прощения за такие меры и снова сулит полное излечение. Затем он приглашает Шайло на празднество, что состоится этим вечером и обещает познакомить со Слепой Мэг, её любимой певицей, которая даст сегодня свой прощальный концерт («Things You See in a Graveyard (Part Two)», «Limo Ride»).
Тем временем Пави примеряет своё новое лицо, а Луиджи пребывает в бешенстве из-за того, что до сих пор не получил свой кофе. Когда один из его помощников приносит ему напиток, он бросается на него с ножом. Слепая Мэг старается унять его, но наталкивается на Эмбер Свит, которая пытается вызвать её на ссору, утверждая, что собирается занять её место. Сцена перерастает в очередную склоку между братьями и сестрой, которую прерывает их кстати появившийся отец («Genterns», «Largo’s Little Helpers», «Luigi, Pavi, Amber Harass Mag»).
Ротти знакомит Шайло со Слепой Мэг, которая узнает в лице девочки черты своей дорогой подруги Марни. Именно благодаря Марни и её роману с Ротти Ларго слепорождённая Мэг получила свои чудесные глаза, позволяющие ей не только видеть, но и «записывать» происходящее. Однако, дав ей зрение, Ротти навязал ей бессрочный контракт, сделавший её жизнь фактически бессмысленной. Только сейчас, семнадцать лет спустя, он соглашается вернуть ей свободу, о чём он сообщает со сцены, не преминув «пошутить», что технически Мэг все ещё принадлежит корпорации («Seeing You Stirs Memories»).
Телохранительницы Ротти насильно отводят Шайло в один из шатров и не позволяют ей выйти оттуда. Натан, который в это время занимается «конфискацией» позвоночника, звонит Шайло, чтобы удостовериться в том, что она приняла лекарство. Что-то кажется ему подозрительным и Шайло с трудом удаётся успокоить его и уговорить не покидать своих пациентов («Inopportune Telephone Call»).
Стервятник, бродящий в поисках какой-нибудь поживы, проделывает дыру в стенке шатра и, найдя там Шайло, помогает ей сбежать («GraveRobber and Shilo Escape»).
Тем временем Ротти, объявивший журналистам, что его дочь выступит с докладом о Зидрате, поставлен в неловкое положение: Эмбер, не предупредив его, сбежала с праздника («Zydrate Support Network», «Worthy Heirs»).
Стервятник, попутно занимаясь торговлей, рассказывает Шайло о своём товаре — нелегальном Зидрате. В это время появляется Эмбер Свит, пришедшая за очередной дозой. Она со злорадством говорит о том, что дни славы да и самой жизни Слепой Мэг подошли к концу, и Стервятник подтверждает эту информацию. Начинается полицейская облава, и Стервятник снова помогает Шайло скрыться («Zydrate Anatomy»). Она добирается до дому и, заслышав шаги отца, притворяется спящей.
Натан приносит Ротти конфискованный позвоночник, и тот даёт ему новое задание — конфисковать глаза (а также и жизнь) Слепой Мэг. Расторгнув контракт, она лишилась каких-либо прав, да и Эмбер не прочь избавиться от талантливой соперницы. Натан с ужасом отказывается, но Ротти напоминает ему о договоре, который они заключили, когда владелец «GeneCo» не позволил арестовать его за «убийство» Марни. Ротти и его сыновья вынуждают Натана совершить ещё одну «конфискацию», одновременно восхваляя его профессиональные способности и напоминая ему о его «преступлении». Несмотря на все это, он отказывается «заняться» Мэг, чем приводит Ротти в ярость — с этой минуты его участь решена («Who Ordered Pizza?», «Night Surgeon»).
Тем временем Слепая Мэг приходит к Шайло и рассказывает ей о том, что является её крестной матерью. Она пытается поощрить Шайло начать нормальную жизнь и предостеречь от ошибок, которые совершила сама («Chase the Morning»). Когда Мэг собирается уходить, она сталкивается с вернувшимся Натаном. Она упрекает его в том, что он солгал ей, сказав, что Шайло умерла вместе с матерью и тем самым заставил её нарушить слово, данное ею Марни — позаботиться о девочке. Натан отвечает, что его дочь слишком больна для общения и пытается выгнать Мэг из дома, но Шайло умоляет его спасти Мэг, спрятав её от Конфискатора, который должен прийти за её глазами. Натан притворяется, что не верит сказанному и, несмотря на протесты дочери, выталкивает Мэг за дверь («Everyone’s a Composer»). Шайло показывает ему статью в журнале, в которой объясняются условия договора Мэг, и снова просит отца спасти Мэг от смерти. Когда Натан говорит, что есть вещи, с которыми бесполезно бороться, Шайло устраивает бунтарскую сцену и принимается разбрасывать и крушить вещи. Чтобы унять дочь, Натану приходится дать ей пощёчину, после чего она теряет сознание («Come Back!», «What Chance Has a 17 Year Old Girl», «Seventeen»).
Эмбер приходит к отцу, чтобы пожаловаться на неудачную пластическую операцию. Сначала он не хочет слушать её жалоб и упрекает в неблагодарности, но, когда видит изуродованное лицо дочери, обещает помочь, чтобы она смогла выступить на сцене этим вечером; обрадованная Эмбер уходит. Ротти с горечью говорит, что в жизни нельзя полагаться ни на славу, ни на любовь, ни даже на семью; золото — вот единственная реальная ценность. Он берет своё завещание и вписывает в него имя своей единственной наследницы — Шайло («Happiness is Not a Warm Scalpel», «Gold»).
Натан, сидя у постели дочери, которая все ещё не пришла в себя, перехватывает звонок Ротти, в котором тот приглашает Шайло в Оперу, где она получит своё лекарство. Натан приходит в ярость, понимая, что Ротти хочет отнять у него дочь. Но когда Шайло просыпается, он делает вид, что ничего не произошло, и снова пытается убедить её в том, что все случившееся — сон.
Спустившись в подвальный этаж своего дома, Натан сталкивается с полицейскими, которые пришли арестовать его по приказу Ротти, и убивает их. Вернувшись наверх, он обнаруживает, что Шайло снова сбежала из дома. Окончательно взбешённый, он решает убить Ротти («Nathan Discovers Rotti’s Plan», «Tonight We Are Betrayed»).
Каждый готовится к вечернему событию по-своему; Стервятник предрекает кровавую резню в Опере. Опера постепенно наполняется зрителями (At the Opera Tonight", «Bloodbath!» «We Started This Op’ra Shit!»).
Эмбер дебютирует на сцене в качестве певицы, но поёт отвратительно, а вдобавок ещё и умудряется уронить своё новое лицо; зрители освистывают её, и она убегает со сцены («Blame Not My Cheeks»).
Слепая Мэг исполняет свою последнюю песню. В отчаянной попытке сохранить себе жизнь и независимость она сама вырывает свои глаза, но Ротти перерубает трос, поддерживающий Мэг над сценой и она падает на железные колья ограды, которые пронзают её насквозь. Ротти унимает панику среди зрителей, утверждая, что произошедшее — часть представления, и обещая излечить Шайло на глазах у всех («Chromaggia», «Mag’s Fall», «Pièce De Résistance»).
За кулисами Шайло ожидает Конфискатора — Ротти приказал ей поймать его в качестве платы за лечение. Когда Конфискатор входит в комнату, она бьёт его по голове лопатой («Interrogation Room Challenge»).
Оглушённый Натан снимает шлем и Шайло узнает отца. Между ними происходит бурная сцена: Натан упрекает дочь в непослушании, а она его — во лжи. Когда же на экране появляется изображение мёртвой Мэг, Шайло, думая, что её убил Натан, проклинает отца и уходит на сцену («Let the Monster Rise»). Натан следует за ней и пытается напасть на Ротти, но Луиджи ранит его, а телохранительницы Ротти удерживают на месте при помощи электродубинок. Ротти объясняет Шайло, что именно отец является причиной её недуга — все эти годы он давал ей «лекарства», ослаблявшие её и создававшие иллюзию болезни, а кроме того, обвиняет его в убийстве Марни. Натан пытается оправдаться: удерживая дочь дома, он пытался уберечь её от жестокости мира, а смерть её матери была несчастным случаем. Ротти приказывает Шайло убить отца, обещая, к ужасу своих детей, что если она повинуется, он оставит ей «GeneCo» («Sawman’s Lament», «The Man Who Made You Sick», «Cut the Ties»). Шайло наконец понимает, что Ротти использовал её в своих целях и отказывается; тогда Ротти из последних сил стреляет в Натана и смертельно ранит его. Сам он умирает здесь же, на сцене, с презрением гоня от себя собственных детей и сокрушаясь лишь о том, что теперь его корпорация рухнет, а его имя забудется. Шайло и умирающий Натан трогательно прощаются, и Шайло уходит… («Shilo Turns Against Rotti», «I Didn’t Know I’d Love You So Much», «Genetic Emancipation»)
На следующий день Стервятник читает в газете о том, что Шайло скрылась, отказавшись от наследства Ротти. Эмбер захватывает корпорацию в свои руки и, в залог грядущих перемен в «GeneCo», выставляет своё «упавшее лицо» на благотворительном аукционе. Но Луиджи убивает трёх главных претендентов, и «лицо» достаётся Пави, который теперь с гордостью носит его. История «GeneCo» продолжается… («Epitaph», «Repo Man»)

## Порядок песен в фильме
1. «Depraved Heart Murder at Sanitarium Square»
2. «Genetic Repo Man» — «Стервятник»
3. «Crucifixus» — Слепая Мэг
4. «The Prognosis»
5. «Things You See in a Graveyard (Part One)» — Ротти
6. «A Sandwich and a Bug» — Шайло
7. «21st Century Cure» — Шайло и «Стервятник»
8. «Shilo Wakes» — Натан и Шайло
9. «Infected» — Шайло
10. «Bravi!» — Ротти, Луиджи, Пави, Эмбер
11. «Legal Assassin» — Натан
12. «Lungs and Livers»
13. «A New World Organ»
14. «Mark It Up» — Эмбер, Луиджи, Пави
15. «Tao of Mag» — Слепая Мэг
16. «Things You See in a Graveyard (Part Two)» — Ротти
17. «Limo Ride» — Ротти и Шайло
18. «Thankless Job» — Натан
19. «No Organes? No Problema!»
20. «Genterns» — Пави
21. «Largo’s Little Helpers» — Луиджи
22. «Luigi, Pavi, Amber Harass Mag» — Слепая Мэг, Ротти, Эмбер, Луиджи, Пави
23. «Seeing You Stirs Memories» — Ротти
24. «Inopportune Telephone Call» — Натан и Шайло
25. «GraveRobber and Shilo Escape» — Шайло и «Стервятник»
26. «Zydrate Support Network» — Ротти, Слепая Мэг, диктор(?)
27. «Worthy Heirs»
28. «Zydrate Anatomy» — «Стервятник», Шайло, Эмбер
29. «Who Ordered Pizza?» — Луиджи, Натан, Пави, Ротти, Эмбер
30. «Night Surgeon» — Натан, Ротти, Луиджи, Пави
31. «Chase the Morning» — Слепая Мэг, Шайло, Марни
32. «Everyone’s a Composer» — Слепая Мэг, Натан, Шайло
33. «Come Back!» — Натан и Шайло
34. «What Chance Has a 17 Year Old Girl» — Натан и Шайло
35. «Seventeen» — Шайло
36. «Happiness is Not a Warm Scalpel» — Ротти и Эмбер
37. «Gold» — Ротти
38. «Nathan Discovers Rotti’s Plan» — Ротти, Натан, Шайло
39. «Tonight We Are Betrayed» — Натан
40. «At the Opera Tonight» — Шайло, Мэг, Натан, Эмбер, «Стервятник», Ротти, Луиджи, Пави
41. «Bloodbath!» — «Стервятник»
42. «We Started This Op’ra Shit!» — руководитель рок-группы, Луиджи, Пави, мать-одиночка, Ротти
43. «Blame Not My Cheeks» — Эмбер
44. «Chromaggia» — Слепая Мэг
45. «Mag’s Fall»
46. «Pièce De Résistance» — Ротти
47. «Interrogation Room Challenge» — Ротти
48. «Let the Monster Rise» — Натан и Шайло
49. «Sawman’s Lament» — Натан, Шайло, Ротти, Луиджи, Пави
50. «The Man Who Made You Sick» — Ротти
51. «Cut the Ties» — Натан, Шайло, Ротти, Луиджи, Пави
52. «Shilo Turns Against Rotti» — Натан, Шайло, Ротти, Луиджи, Пави
53. «I Didn’t Know I’d Love You So Much» — Натан и Шайло
54. «Genetic Emancipation» — Шайло
55. «Epitaph» — «Стервятник»
56. «Repo Man» — Пави (титры)
57. «VUK-R» — Violet UK (поёт Кэйти Фицджеральд, автор — Ёсики Хаяси) (титры)
58. «Needle Through a Bug» — Шайло и «Стервятник» (титры)
59. «Bravi!» — Мэг, Ротти, Луиджи, Пави, Эмбер (титры)
60. «Aching Hour» — Слепая Мэг (титры)

## Список вырезанных и сокращённых песен
1. «No Organes? No Problema!»
2. «Can’t Get It Up If the Girl’s Breathing?» — Эмбер и «Стервятник»
3. «Come Up and Try My New Parts» — Эмбер
4. «Tao of Mag»
5. «Needle Through a Bug» — Шайло и «Стервятник»
6. «Rotti’s Chapel Sermon» — Ротти
7. «Interrogation Room Challenge»
8. «GraveRobber and Shilo Escape»
9. «Buon Giorno»

## Короткометражный фильм
В 2006 году Дарреном Линном Баусманом был срежиссирован короткометражный мюзикл «Рипо! Генетическая опера» с целью добиться разрешения продюсеров на постановку полнометражного фильма. Длина ленты составляет всего десять минут, она содержит приблизительный вариант эпизодов «Zydrate Anatomy», «21st Century Cure» и других. Актёрский состав отличается от состава, задействованного в полнометражном фильме.

| - Энтони Хэд — Конфискатор - Пэрис Хилтон — Эмбер Свит - Алекса Вега — Шайло Уоллес - Терренс Здунич — Могильный вор - Дж. ЛаРоз — Пави | - Терренс Здунич - Даррен Смит - Терренс Здунич - Даррен Смит |

## Саундтрек
1. «At the Opera Tonight» — Шайло, Мэг, Натан, Эмбер, «Стервятник», Ротти, Луиджи, Пави
2. «Crucifixus» — Мэг
3. «Things You See in a Graveyard» — Ротти
4. «Infected» — Шайло
5. «Legal Assassin» — Натан
6. «Bravi!» — Мэг, Ротти, Эмбер, Луиджи, Пави
7. «21st Century Cure» — «Стервятник»
8. «Mark It Up» — Эмбер, Луиджи и Пави
9. «Can’t Get It Up If the Girl’s Breathing?» — Эмбер и «Стервятник»
10. «Zydrate Anatomy» — «Стервятник», Шайло, Эмбер
11. «Thankless Job» — Натан
12. «Chase the Morning» — Мэг, Шайло, Марни
13. «Night Surgeon» — Натан, Ротти, Луиджи, Пави
14. «Seventeen» — Шайло
15. «Gold» — Ротти
16. «We Started This Op’ra Shit!» — руководитель рок-группы, Луиджи, Пави, мать-одиночка, Ротти
17. «Needle Through a Bug» — Шайло и «Стервятник»
18. «Chromaggia» — Мэг
19. «Let the Monster Rise» — Натан и Шайло
20. «I Didn’t Know I’d Love You So Much» — Натан и Шайло
21. «Genetic Emancipation» — Шайло
22. «Genetic Repo Man» — «Стервятник»